# Академия морской гвардии
Акаде́мия морско́й гва́рдии (Морска́я акаде́мия) — военное учебное заведение Вооружённых сил Российской империи для подготовки специалистов флота.

## История
Первое в Русском царстве учебное заведение, носившее название «морская академия» (или «академия морской гвардии»), было открыто в Санкт-Петербурге 1 (12) октября 1715 года в доме А. В. Кикина на берегу Невы, где ныне находится здание Зимнего дворца. В 1716 году к зданию пристроили дополнительный мазанковый корпус, затем были пристроены ещё несколько «мазанок».
Морская академия была организована из учеников московской математико-навигацкой школы. Кроме этого, учеников было велено взять также из Новгорода и Нарвы (нарвской навигационной школы). Ученики Академии, преимущественно дворяне, числились на военной службе и были на полном государственном обеспечении. Инструкцию, которой регулировалась учёба и служба в академии, утвердил Пётр I, он собственноручно написал перечень наук, чему должно было «учить детей».

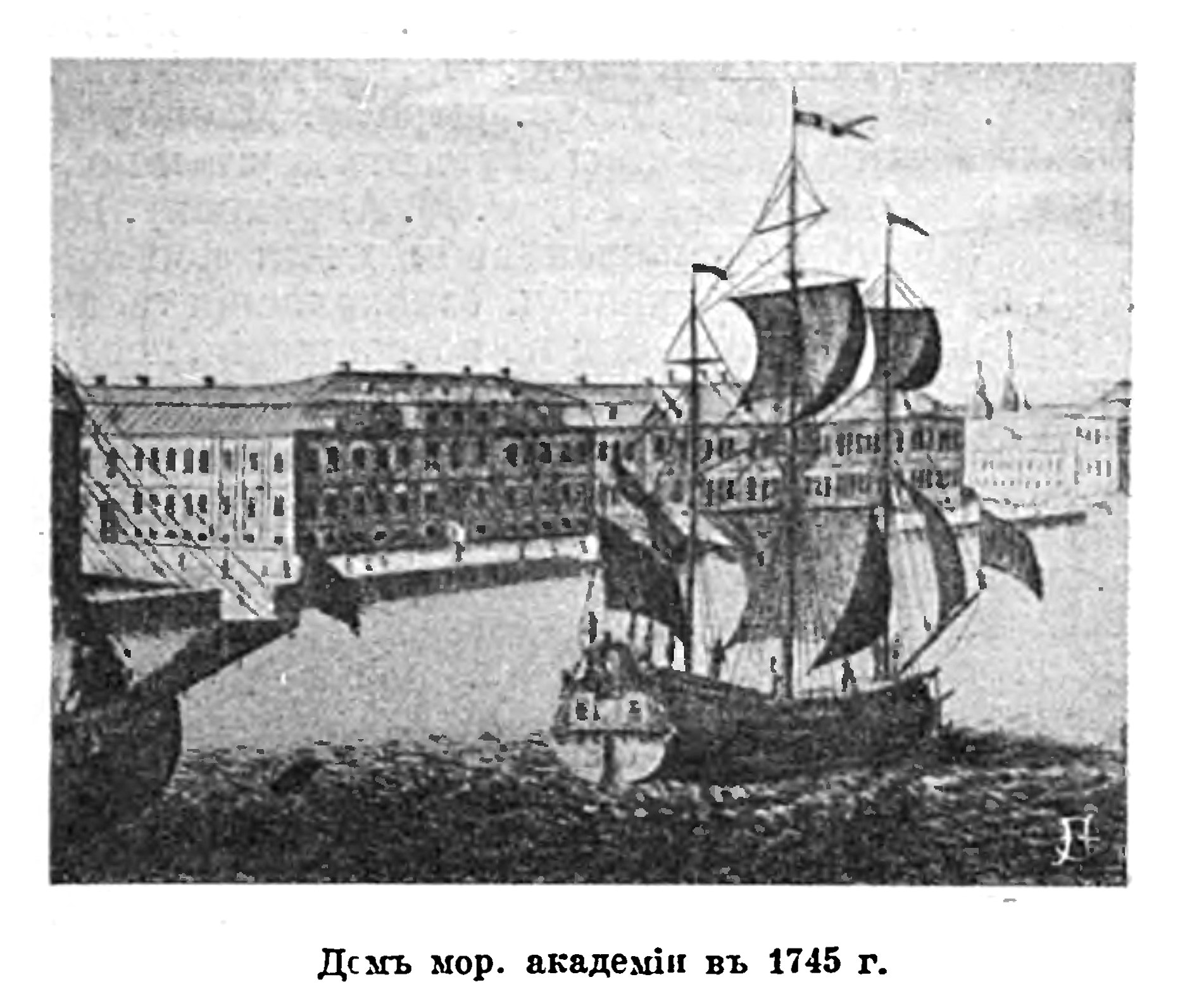
Рисунок из «Военной энциклопедии»

Академия имела военную организацию: 6 бригад-отделений по 50 человек во главе с офицерами гвардейских полков, называвшимися «командирами морской гвардии». В помощь каждому назначались также из гвардии один или два офицера, два сержанта и несколько хороших старых солдат, исправлявших должность дядек и обеспечивавших дисциплину. Воспитанники должны были, по инструкции, жить в здании академии, однако многие жили на квартирах.
Во главе академии стоял директор. Первоначально директором был назначен генерал-лейтенант барон П. Сент-Илер (Saint-Hilaire); непосредственный «высший» надзор был поручен графу А. А. Матвееву. Обучением руководил переведённый из Москвы выходец из Шотландии Генри Фарварсон. Учителя и навигаторы также были переведены из московской навигационной школы.
Сент-Илер был директором только до февраля 1717 года, его сменил А. А. Матвеев, а с марта 1719 года директором стал капитан Г. Г. Скорняков-Писарев. В дальнейшем директорами были: в 1722—1727 — А. Л. Нарышкин, в 1727—1728 — Д. Я. Вильстер, в 1728—1730 — П. К. Пушкин, в 1730—1732 — В. А. Мятлев, затем — В. М. Арсеньев. В 1732 году в Адмиралтейств-коллегии для заведования «Академиями, школами и фабриками» введены «советники»; 28 января 1733 года начальство над учебными заведениями принял В. А. Урусов. Затем, в списке начальствовавших морской академией числятся: «опять Пушкин, Нагаев, Чириков, Афросимов и, наконец, тот же Нагаев». Все они имели определённое влияние на управление академией, но реальное управление осуществлял командир Гардемаринской ротой Селиванов.
Морская академия готовила изначально специалистов в области навигации, артиллерии, фортификации, устройства корабля. С 1718 года морская академия стала также готовить и выпускать геодезистов, топографов и картографов. Здесь изучали математику, плоскую и сферическую тригонометрию, навигацию, астрономию, артиллерию. Дисциплину и порядок поддерживали весьма суровыми наказаниями. Сроки обучения не были строго установлены и определяли уровнем знаний учеников.
В 1732 году императрица Анна Иоанновна пожаловала для академии каменный дом князя Алексея Долгорукова на углу набережной Большой Невы и 3-й линии (ныне здесь здание Санкт-Петербургской Академии художеств). В последующем вопрос о надлежащем здании для академии продолжал периодически подниматься Адмиралтейской коллегией (в 1741, 1744, 1747 годах).
В 1752 году была преобразована в морской шляхетный кадетский корпус.

## Известные выпускники
Академия морской гвардии подготовила много флотоводцев, мореплавателей, учёных. Среди них:
- А. Б. Бутурлин (1720)
- М. М. Голицын
- Н. Ф. Головин
- Х. П. Лаптев (1718)
- С. Г. Малыгин
- Ф. С. Милославский (1718)
- А.Ф. Клешнин (1720)
- С. И. Мордвинов (1716)
- А. И. Нагаев (1721)
- И. И. Неплюев (1716)
- Ф. П. Пальчиков (1717)
- Ф. И. Пасынков (1739)
- В. В. Прончищев
- П. И. Пущин (1745)
- Ф. Розмыслов (1744?)
- П. Н. Скобельцын (1723)
- Я. Ф. Сухотин
- И. Л. Талызин (1716)
- А. И. Толбухин (1716)
- С. И. Чевакинский
- А. И. Чириков (1721)

С 1749 года в академии учился М. Я. Сипягин.